# Sarracenia chelsonii
Sarracenia chelsonii är en flugtrumpetväxtart som beskrevs av Hort. Veitch. Sarracenia chelsonii ingår i släktet flugtrumpeter, och familjen flugtrumpetväxter. Inga underarter finns listade i Catalogue of Life.